# 二スケ二ゾウ
二スケ二ゾウ（にスケ にゾウ）とは、ほぼ同時期に歌舞伎の世界から映画界に転身した、4人の二枚目剣戟スタアの総称。
- 東千代之介（あずま ちよのスケ）
- 中村錦之助（なかむら きんのスケ）
- 市川雷蔵（いちかわ らいゾウ）
- 大川橋蔵（おおかわ はしゾウ）

## 概要
東千代之介
長唄方六代目杵屋弥三郎の子。七代目坂東三津五郎の門人（日本舞踊）。
昭和29年 (1954)、東映に入社、『雪之丞変化』三部作で映画デビュー。

中村錦之助
三代目中村時蔵の四男。
昭和29年 (1954)、新芸術プロ『ひよどり草紙』で映画デビュー。その後新東宝を経て東映に入社、『新諸国物語 笛吹童子』でスターに。

市川雷蔵
三代目市川壽海の養子。はじめ三代目市川九團次の養子。実父は九團次の義弟。
昭和29年 (1954)、大映に入社、『花の白虎隊』で映画デビュー。

大川橋蔵
六代目尾上菊五郎の妻・寺島千代の養子。はじめ二代目市川瀧之丞の養子。実母は柳橋の芸妓。
昭和30年 (1955)、東映に入社、『笛吹若武者』で映画デビュー。